# Нуминозно
Думата „нуминозно“, „нуминозен“ (на латински: numen - върховен дух, божество) е термин от психологията. Нуминозно преживяване се получава, когато се окажем лице в лице с неподвластна ни духовна сила.

## Характеристики
Характеристики на нуминозното:
- Чувство за трепет (страх)
- Чувство за зависимост от нуминозното. Въпреки страха си, човек все пак предпочита да остане и да продължи срещата.
- Чувство за всемогъщество. Усещане за нещо безкрайно във времето и пространството, изцяло различно и отделено от този свят.
- Чувство за тайна – това усещане трудно може да бъде предадено със средствата на езика и е изцяло неподатливо на количествени оценки.
- Чувство за очарование/привличане – човек желае да продължи срещата и след края ѝ.
- Чувство за прекрасно/странно/чудно/страховито.

## Резултати
Резултатът от нуминозното преживяване е, че човекът остава с коренно нова перспектива за живота. В религиозен смисъл това се нарича обръщане.

## Причини
Причините за нуминозното са неизвестни. Заслужава да се отбележи, че по-често нуминозни преживявания се описват от хора с аскетична нагласа, което предполага, че определен начин на живот и системи от вярвания могат да предразположат личността към среща с нуминозното. И все пак, не всеки, който води аскетичен живот, има нуминозни преживявания. В същото време, нуминозното може да се открие на всякакви хора. Примери: свръхестествени опитности, описани от различни мистици, но също така и потресът от гледката на изригване на вулкан например. Дълбоки, променящи живота опитности, също могат да бъдат нуминозни опитности, например раждането за жените.